# Genidens machadoi
Genidens machadoi es una especie de pez de la familia Ariidae en el orden de los Siluriformes.

## Hábitat
Es un pez de agua dulce y de clima tropical.

## Distribución geográfica
Se encuentran en Sudamérica: ríos costeros del Atlántico sur entre  Río de Janeiro (Brasil) y la Argentina.